# Robledillo de la Jara
Robledillo de la Jara és un municipi de la Comunitat de Madrid. Limita a l'est amb la Puebla de la Sierra i El Atazar; al sud amb Cervera de Buitrago; a l'oest amb Puentes Viejas; i amb Berzosa del Lozoya al nord.

## Demografia
| 1991 | 1996 | 2001 | 2004 |
| ---- | ---- | ---- | ---- |
| 57   | 84   | 93   | 103  |